# Music from Another Dimension!
Music from Another Dimension! é o décimo quinto álbum de estúdio pela banda americana de rock Aerosmith, que foi lançado em 6 de novembro de 2012 pela Columbia Records. Este é o seu primeiro álbum de estúdio desde de Honkin' on Bobo de 2004, e o primeiro a apresentar apenas material original desde Just Push Play de 2001, marcando a maior lacuna, até a data, entre álbuns de estúdio do Aerosmith.

## História

### 2006 (início)
Após a segunda parte da turnê Rockin' The Joint, a banda se reuniu no estúdio em maio de 2006. Em outubro do mesmo ano, a banda lançou a coletânea Devil's Got a New Disguise: The Very Best of Aerosmith. O álbum continha duas músicas inéditas: "Devil's Got a New Disguise" e "Sedona Sunrise", que foram iniciadas durante as gravações de "Pump" e do "Get a Grip". Boatos dizem que, ao final de 2006, o Aerosmith trabalhou em duas músicas, mas é de total desconhecimento do quanto e de quais músicas eles trabalharam naquele ano.

### 2007-2009 (turnê e controvérsias)
Depois da Turnê mundial do Aerosmith em 2007, é reportado que a banda adentrou no estúdio mais uma vez, em Novembro do mesmo ano. Eles esperavam terminar as duas músicas deixadas para trás, além de novos trabalhos. Em uma entrevista, o guitarrista Joe Perry disse que, além de estarem produzindo um novo álbum, estavam se preparando para o lançamento do então futuro Guitar Hero: Aerosmith. No dia 4 de setembro de 2008, Steven Tyler revelou, em uma entrevista ao VH1 Classic Radio, que a banda entraria no estúdio naquele mesmo mês para encerrar as gravações do novo álbum. Contudo, Perry passou por uma cirurgia para corrigir uma lesão em seu joelho, atrasando os planos da banda. No meio de fevereiro de 2009, foi anunciado que o produtor do novo CD seria Brendan O'Brien, e que o álbum seria gravado ao vivo. Contudo, Perry revelou em uma entrevista que eles não seriam capazes de terminar as gravações antes da próxima turnê, que contou com ZZ Top. A turnê, que iria acontecer de Junho até setembro de 2009, se enrolou em diversas controvérsias (Brad Whitford perdeu os primeiros shows por estar se recuperando de uma cirurgia que ocorreu por ele ter batido a cabeça enquanto saía de sua Ferrari e Tom Hamilton mais tarde perdeu alguns para se recuperar de uma cirurgia contra o câncer) até ser oficialmente cancelada em 5 de agosto do mesmo ano, quando Steven Tyler caiu do palco durante um show em Sturgis, Dacota do Sul, quebrando o ombro e levando até 27 pontos na cabeça. Com isso, Perry aproveitou para terminar e lançar seu trabalho solo, o CD "Have Guitar, Will Travel", e o baterista Joey Kramer lançou sua autobiografia, "Hit Hard".

### 2009-2010 (briga e quase separação da banda)
Steven disse que nenhum dos membros da banda o contatou ou foi visitá-lo no hospital durante sua recuperação e que teve contato com a banda apenas no final de outubro e começo de novembro de 2009, quando realizaram alguns shows. Steven se negou a fazer uma turnê pela América do Sul no final do mesmo ano, e deu a entender que faria trabalhos solo. Em novembro de 2009, Perry disse que Steven não estava em contato com a banda e que estaria saindo do Aerosmith. Com isso, ele e o resto dos membros começaram a procurar um novo vocalista. Boatos surgiram e apontaram que Lenny Kravitz se aproximou do Aerosmith para assinar um contrato de vocalista, mas ele teria declinado em seguida. Em 10 de novembro de 2009, Steven Tyler se juntou ao The Joe Perry Project para cantar "Walk This Way", sucesso da banda de 1975. Nesta noite ele anunciou que não estava saindo do Aerosmith. No dia 22 de dezembro, a revista People reportou que Steven estaria na clínica de reabilitação, tratando de seu vício em analgésicos, os quais ele usava para acabar com as dores de suas lesões nos pés, joelhos, pernas e ombro, resultado de anos de carreira. Ele disse estar ansioso para se reunir com seus colegas em um estúdio novamente. No dia 20 de janeiro de 2010, Perry afirmou estar começando as audições para contratar um novo vocalista para o Aerosmith. Ele alegava que a cirurgia que Steven iria realizar nas pernas iria tirá-lo de cena por um ano ou mais, enquanto a banda queria continuar a carreira. Em resposta, Tyler enviou a Perry e seu empresário uma carta ameaçando uma ação judicial se eles o substituíssem.

### 2010-2012 (nova turnê e gravações)
Em fevereiro de 2010, Steven Tyler e o resto da banda resolveram suas diferenças e anunciaram a "Cocked, Locked, Ready to Rock Tour", turnê mundial que levava a banda a 42 locais diferentes até setembro do mesmo ano. A turnê foi marcada pela tensão e os estranhamentos de Tyler e Perry no palco, além de todos da banda estarem bravos com o vocalista porque ele havia aceitado um cargo de jurado no programa de calouros American Idol sem os avisar. A banda informou que, depois desta turnê, o próximo compromisso em suas agendas era a gravação do novo álbum de estúdio. Eles também revelaram que de fato chegaram a gravar material novo com Brendan O'Brien em 2008, mas que eles foram descartados pela banda, que enfrentava problemas de saúde. O baixista Tom Hamilton informou ao Boston Herald que Steven disse que iria conseguir muito bem liderar a banda enquanto trabalhava no American Idol. Ele afirmou: "Steven tem muita certeza de que o tempo no show deixa espaço para trabalhar em uma gravação. Ele está sofrendo muito para lembrar isso a todos. Então espero que assim seja." No dia 5 de novembro de 2010, o guitarrista Brad Whitford revelou que as gravações provavelmente seriam em Los Angeles, onde o American Idol é apresentado, e que uma turnê mundial iria suceder o lançamento do novo CD. Ainda neste mesmo mês, Joey Kramer disse que a banda tinha toda a intenção de lançar o álbum ainda em 2011: "Sinceramente, nesse momento, a única coisa que vai nos parar é se alguém acabar morrendo. Fora isso, já tivemos e estudamos o tempo. O que mais esperar?" No dia 18 de janeiro de 2011, alguns dias antes de Steven estrear na temporada de 2011 do American Idol, ele revelou que, junto com Joe Perry, tinham alguns licks que haviam sido compostos para o Aerosmith e/ou trabalhos solo, e que o álbum começaria a ser preparado naquela semana. Em junho deste mesmo ano, Perry anunciou que em Julho estariam procurando um produtor para o CD. No dia 30 de outubro, foi anunciado que o álbum seria lançado em torno de Maio de 2012, e que o produtor seria Jack Douglas, o mesmo que produziu quatro álbuns da banda nos anos 70, e que havia produzido o "Honkin' on Bobo" em 2004. No fim de 2011, o Aerosmith passou pela América do Sul e pelo Japão, em turnê. Em Janeiro de 2012, Steven disse que o álbum estava quase pronto, mas que faltava terminar de escrever e de gravar algumas músicas, o que ele fez durante sua segunda temporada no American Idol. Perry afirmou: "Eu nunca senti nem por um minuto que ele estava ficando cansado no estúdio por causa de seu outro trabalho. Ele fazia suas coisas e aparecia às oito da noite no estúdio e lá permanecia até duas da manhã."

### 2012 (lançamento do novo material)
| Críticas profissionais | Críticas profissionais |
| Pontuações agregadas   | Pontuações agregadas   |
| Fonte                  | Avaliação              |
| ---------------------- | ---------------------- |
| Metacritic             | 54/100                 |
| Avaliações da crítica  |                        |
| Fonte                  | Avaliação              |
| Ultimate Classic Rock  | [ 9 ]                  |
| Consequence of Sound   | [ 10 ]                 |
| USA Today              | [ 11 ]                 |
| Rolling Stone          | [ 12 ]                 |
| Allmusic               | [ 13 ]                 |
| Slant Magazine         | [ 14 ]                 |
| New York Daily News    | [ 15 ]                 |
| The Washington Times   | [ 16 ]                 |
| Entertainment Weekly   | B                      |
| HitFix                 | B–                     |

O álbum foi adiado de maio para 28 de agosto e, então, para 6 de novembro de 2012. No dia 23 de maio, o Aerosmith apresentou-se na final do American Idol, lançando, como primeiro single do álbum, a música "Legendary Child", que havia sido trabalhada desde 1991. No dia 16 de junho de 2012, o Aerosmith iniciou a "Global Warming Tour", a primeira parte da turnê que passaria por diversos locais dos Estados Unidos e Canadá. A banda tocou, em todos os shows desta turnê, "Legendary Child" e uma música nova, "Oh Yeah". Além disso, no dia 6 de agosto, antes do show começar, foi apresentada a música "Beautiful". "Lover Alot" e "What Could Have Been Love" foram os dois outros singles do CD, que foram lançados simultaneamente na internet e nas rádios, respectivamente, no dia 22 de agosto. O dia 28 então foi marcado pela liberação da tracklist oficial do CD e, no dia 31 do mesmo mês, Joey Kramer lançou "Street Jesus" em uma rádio do Texas. No dia 17 de outubro de 2012, o Aerosmith lança "LUV XXX" através da RollingStone.com. O site lança o álbum música por música até o dia do lançamento oficial, no dia 6 de novembro. Seguindo-se assim, nos dias 18, 19, 22, 23, 24, 25 26, 29, 30, 31, 01, 02, 05 e 06 foram lançadas "Oh Yeah", "Beautiful", "Tell Me", "Out Go The Lights", "Legendary Child", "What Could Have Been Love", "Street Jesus", "Can't Stop Loving You", "Lover Alot", "We All Fall Down", "Freedom Fighter", "Closer", "Something" e "Another Last Goodbye", respectivamente. O CD foi lançado oficialmente no dia 6 de novembro pela Columbia Records, mas chegou ao Brasil apenas no dia 16. No dia 21 de janeiro, a banda lançou, como single, "Can't Stop Lovin' You", um dueto de Steven Tyler com a cantora country Carrie Underwood.

### Vazamento
No dia 17 de outubro de 2012, algumas músicas que ainda não deveriam estar disponíveis vazaram junto com o lançamento de "LUV XXX", pelo RollingStone.com. As músicas que ficaram disponíveis antes do lançamento oficial foram "Oh Yeah", "Beautiful", "Tell Me", "Can't Stop Loving You", "We All Fall Down", "Closer" e "Another Last Goodbye". No dia 18, a música que vazou foi "Freedom Fighter" e também o clipe de "What Could Have Been Love", programado apenas para o dia seguinte. Nas semanas seguintes, todo o resto do álbum vazou na internet, inclusive a versão Deluxe.

## Faixas
| N.º            | Título                                         | Compositor(es)                                                     | Duração |  |
| 1.             | "LUV XXX" (com Julian Lennon)                  | Steven Tyler, Joe Perry                                            | 5:16    |  |
| 2.             | "Oh Yeah" (com Lauren Alaina)                  | Perry                                                              | 3:40    |  |
| 3.             | "Beautiful"                                    | Tyler, Marti Frederiksen, Brad Whitford, Joey Kramer, Tom Hamilton | 3:04    |  |
| 4.             | "Tell Me"                                      | Hamilton                                                           | 3:45    |  |
| 5.             | "Out Go the Lights"                            | Tyler, Perry                                                       | 6:55    |  |
| 6.             | "Legendary Child"                              | Tyler, Perry, Jim Vallance                                         | 4:13    |  |
| 7.             | "What Could Have Been Love"                    | Tyler, Russ Irwin, Frederiksen                                     | 3:44    |  |
| 8.             | "Street Jesus"                                 | Tyler, Whitford                                                    | 6:43    |  |
| 9.             | "Can't Stop Lovin' You" (com Carrie Underwood) | Whitford, Frederiksen, Tyler, Hamilton, Kramer                     | 4:04    |  |
| 10.            | "Lover Alot"                                   | Tyler, Whitford, Hamilton, Kramer, Jesse Kramer, Frederiksen       | 3:35    |  |
| 11.            | "We All Fall Down"                             | Diane Warren                                                       | 5:14    |  |
| 12.            | "Freedom Fighter" (com Johnny Depp)            | Perry                                                              | 3:19    |  |
| 13.            | "Closer"                                       | Tyler, Frederiksen, Kramer                                         | 4:04    |  |
| 14.            | "Something"                                    | Perry                                                              | 4:37    |  |
| 15.            | "Another Last Goodbye"                         | Tyler, Perry, Desmond Child                                        | 5:46    |  |
| Duração total: | Duração total:                                 | Duração total:                                                     | 67:59   |  |

| Edição japonesa |                                            |                                     |         |  |
| N.º             | Título                                     | Compositor(es)                      | Duração |  |
| 16.             | "Shakey Ground" (Cover de The Temptations) | Jeffrey Bowen, Al Boyd, Eddie Hazel | 4:39    |  |
| 17.             | "I'm Not Talkin'" (Cover de Mose Allison)  | Mose Allison                        | 3:16    |  |

| Deluxe Edition |                      |                    |         |  |
| N.º            | Título               | Compositor(es)     | Duração |  |
| 16.            | "Up On A Mountain"   | Hamilton           | 5:06    |  |
| 17.            | "Oasis In The Night" | Perry              | 4:06    |  |
| 18.            | "Sunny Side of Love" | Tyler, Frederiksen | 3:27    |  |

| Deluxe Edition (vídeos) |                                                  |         |  |
| N.º                     | Título                                           | Duração |  |
| 1.                      | "Same Old Song and Dance" (ao vivo)              | 6:13    |  |
| 2.                      | "Oh Yeah" (ao vivo)                              | 3:49    |  |
| 3.                      | "Rats in the Cellar" (ao vivo)                   | 10:15   |  |
| 4.                      | "Train Kept A Rollin'" (ao vivo com Johnny Depp) | 5:46    |  |
| 5.                      | "Uma conversa com Steven Tyler e Joe Perry"      | 4:43    |  |
| 6.                      | "Entrevista com Brad Whitford"                   | 2:18    |  |
| 7.                      | "Entrevista com Joe Perry"                       | 2:44    |  |
| 8.                      | "Entrevista com Joey Kramer"                     | 4:02    |  |
| 9.                      | "Entrevista com Steven Tyler"                    | 2:41    |  |
| 10.                     | "Entrevista com Tom Hamilton"                    | 1:44    |  |

## Créditos
- Steven Tyler – vocais, gaita, piano, backing vocals, bateria, produção
- Tom Hamilton - baixo, guitarra acústica, backing vocals
- Joey Kramer – bateria
- Joe Perry – guitarra solo, backing vocals, produção
- Brad Whitford – guitarra rítmica, backing vocals

### Músicos adicionais
- Russ Irwin - teclados, backing vocals
- Carrie Underwood - vocais em "Can’t Stop Loving You"
- Julian Lennon - background vocals em "LUV XXX"
- Lauren Alaina - background vocals em "Oh Yeah"
- Johnny Depp - background vocals e guitarra em "Freedom Fighter"

## Desempenho nas paradas e vendas

### Picos
| Parada                      | Posição |
| --------------------------- | ------- |
| Billboard Rock Albums       | #1      |
| Billboard Hard Rock Albums  | #1      |
| Billboard Tastemaker Albums | #1      |
| Japão                       | #1      |
| Billboard Hot 200           | #5      |
| Suíça                       | #5      |
| Billboard Canadian Albums   | #6      |
| Itália                      | #7      |
| Billboard Germany Albums    | #7      |
| Billboard Digital Albums    | #7      |
| Argentina                   | #7      |
| Escócia                     | #9      |
| Suécia                      | #11     |
| Áustria                     | #12     |
| Reino Unido                 | #14     |
| Hungria                     | #14     |
| Finlândia                   | #17     |
| Espanha                     | #18     |
| Bélgica (Ultratop Wallonia) | #23     |
| Grécia                      | #25     |
| Dinamarca                   | #28     |
| Austrália                   | #30     |
| Polônia                     | #31     |
| Irlanda                     | #32     |
| Países Baixos               | #33     |
| França                      | #35     |
| Bélgica (Ultratop Flanders) | #67     |
| México                      | #93     |

Na primeira semana de lançamento, o Music from Another Dimension! vendeu mais de 63 mil cópias apenas nos Estados Unidos, chegando ao quinto lugar da "Billboard Hot 200" e em primeiro lugar da "Rock Albums" e "Hard Rock Albums", também da Billboard. No Canadá o CD atingiu o sexto lugar e na Alemanha o sétimo, também pela Billboard. Nas paradas gerais da Hungria, o CD chegou em décimo quarto e na Polônia em trigésimo primeiro. Também na primeira semana de lançamento, o CD atingiu o sétimo lugar dos discos digitais vendidos pela Internet, o primeiro lugar nas vendas do iTunes, e o primeiro nas paradas "Tastemaker", da Billboard. Chegando em alguns países dias depois de seu lançamento oficial, o álbum atingiu também as paradas do Japão (1º), Suíça (5º), Itália (7º), Reino Unido (14º), Finlândia (17º), Espanha (18º), Irlanda (32º), França (35º) e Bélgica (80º). Com uma semana e meia do seu lançamento oficial (6 de novembro), o CD atingiu a posição de número 4 nas paradas totais mundiais. Nas semanas seguintes foram reveladas as posições do CD nas paradas musicais de outros muitos países citados na tabela.

### Certificações
| País   | Certificador | Certificação | Vendas  |
| ------ | ------------ | ------------ | ------- |
| Canadá | Music Canada | Ouro         | 40.000+ |

No dia 22 de novembro, a Music Canada certificou o "Music from Another Dimension!" como disco de Ouro, quando o CD atingiu a marca de 40 mil cópias vendidas no Canadá.
Até o dia 12 de dezembro de 2012, o álbum tinha vendido mais de 138.000 cópias apenas nos Estados Unidos.